# شواك
الشُّوَاك (بالإنجليزية: Acanthosis)‏ هو فرط تنسج منتشر في البشرة. هذه الحالة تدل على زيادة سمك الطبقة المالبيغية (أو الطبقة المنتشة للبشرة وهي مكونة من الطبقة القاعدية والطبقة الشائكة).